# The Best of Matia Bazar
The Best of Matia Bazar è una raccolta dei Matia Bazar, pubblicata come streaming digitale e su CD in tiratura limitata dalla DM Produzioni nel 2022.

## Descrizione
È una raccolta di canzoni storiche dei Matia Bazar, riarrangiate ed interpretate dalla nuova cantante, Luna Dragonieri, insieme alla nuova formazione del gruppo.
Il disco contiene un inedito, Non finisce così, musicato da Piero Cassano su un testo di Giancarlo Golzi ritrovato nelle sue carte. Dal brano è stato tratto anche un singolo con relativo video.
La voce solista di tutti i brani è Luna Dragonieri.

## Tracce
Per i brani riarrangiati l'anno indicato è quello di prima pubblicazione dell'album che contiene il brano originale o, se non incluso in nessun album, del brano come singolo.
CD
1. Non finisce così – 2:54 (testo: Giancarlo Golzi, Giuseppe Andreetto – musica: Piero Cassano, Fabio Moretti)
2. Solo tu – 3:34 (testo: Aldo Stellita – musica: Piero Cassano, Carlo Marrale) – 1977
3. Elettroshock [5] – 4:45 (testo: Giancarlo Golzi – musica: Carlo Marrale) – 1983
4. Souvenir – 3:34 (testo: Aldo Stellita – musica: Sergio Cossu, Carlo Marrale) – 1985
5. Vacanze romane – 4:25 (testo: Giancarlo Golzi – musica: Carlo Marrale) – 1983
6. Stasera che sera – 4:35 (testo: Aldo Stellita – musica: Piero Cassano, Carlo Marrale) – 1975
7. Cavallo bianco – 5:48 (testo: Giovanni Belfiore, Aldo Stellita – musica: Piero Cassano, Carlo Marrale) – 1976
8. Tu semplicità – 3:43 (testo: Giancarlo Golzi, Aldo Stellita – musica: Antonella Ruggiero, Piero Cassano, Carlo Marrale) – 1978
9. Dedicato a te – 5:12 (testo: Aldo Stellita – musica: Maurizio Bassi, Lavalente, Sergio Cossu) – 1993
10. Ti sento – 4:24 (testo: Aldo Stellita – musica: Sergio Cossu, Carlo Marrale) – 1985
11. Messaggio d'amore – 4:08 (testo: Giancarlo Golzi – musica: Piero Cassano) – 2002
12. Fantasia – 5:01 (testo: Giancarlo Golzi, Aldo Stellita – musica: Antonella Ruggiero, Carlo Marrale) – 1982
13. C'è tutto un mondo intorno – 5:28 (testo: Giancarlo Golzi, Aldo Stellita – musica: Antonella Ruggiero, Piero Cassano, Carlo Marrale) – 1979

### Voci originali
Nelle versioni originali dei brani riarrangiati (2-13) le voci originali erano:
- 9: Laura Valente
- 11: Silvia Mezzanotte
- 2-8, 10, 12-13: Antonella Ruggiero

## Formazione
- Luna Dragonieri - voce solista
- Fabio Perversi - tastiere, violino
- Gino Zandonà - chitarre
- Silvio Melloni - basso
- Piercarlo 'Lallo' Tanzi - batteria